# Чивітелла-Ровето
Чивітелла-Ровето (італ. Civitella Roveto) — муніципалітет в Італії, у регіоні Абруццо, провінція Л'Аквіла.
Чивітелла-Ровето розташована на відстані близько 80 км на схід від Рима, 50 км на південь від Л'Акуїли.
Населення — 3287 осіб (2014).
Щорічний фестиваль відбувається 24 червня. Покровитель — святий Іван Хреститель.

## Демографія
Населення за роками:

Станом на 1 січня 2023 року в муніципалітеті офіційно проживали 64 іноземці з 14 країн, серед них 39 громадян країн Євросоюзу та 3 громадяни України.

## Сусідні муніципалітети
- Каністро
- Чивіта-д'Антіно
- Філеттіно
- Луко-дей-Марсі
- Морино